# ルイスの転換点
ルイスの転換点（ルイスのてんかんてん、英: Lewisian Turning Point）とは、工業化の過程で農業部門の余剰労働力が底をつくこと。

## 概要
イギリスの経済学者、アーサー・ルイスによって提唱された概念。開発経済学において用いられる。
工業化前の社会においては農業部門が余剰労働力を抱えている。工業化が始まると、低付加価値産業の農業部門から都市部の高付加価値産業の工業部門やサービス部門へ余剰労働力の移転が起こり、高成長が達成される。工業化のプロセスが順調に進展した場合、農業部門の余剰労働力は底をつき、工業部門により農業部門から雇用が奪われる状態となる。この底を突いた時点がルイスの転換点である。日本においては1960年代後半頃にこの転換点に達したと言われる。
ルイスの転換点以降は、古典派経済学やマルクス経済学の理論に見られるような、工業労働者の賃金が生存維持に必要な財貨（賃金財）の社会的生産力（労働力商品の再生産費用）によって規定されるという前提が崩れ、労働市場における需給の競争価格によって規定されるため、一般的に賃金率の大きな上昇（＝利潤率の縮小）が起きる。先進国からの設備投資や技術移転による後発発展モデルはここで限界に達するため、経済構造の自発的な変革が起こらない限り中所得国の罠に陥り1970年代から1980年代の南米諸国に見られたような長期のスタグフレーションに突入する。

## 批判
工業化による農村から都市への人口移転は同時に、大量の非自発的失業者（産業予備軍）を生み出し都市内部での余剰労働力を形成しうることを軽視し、労働人口の供給源としての農村の役割を過大評価しているという点、それゆえ工業部門における恒久的な完全雇用を前提にしている点が指摘される。